# Mecolaesthus niquitanus
Espèce
Synonymes
- Moraia niquitanus González-Sponga, 2011

Mecolaesthus niquitanus est une espèce d'araignées aranéomorphes de la famille des Pholcidae.

## Distribution
Cette espèce est endémique de l'État de Trujillo au Venezuela. Elle se rencontre à Boconó vers 2 000 m d'altitude.

## Description
Le mâle holotype mesure 3,53 mm et la femelle paratype mesure 2,92 mm

## Étymologie
Son nom d'espèce lui a été donné en référence au lieu de sa découverte, Niquitao.

## Publication originale
- González-Sponga, 2011 : Biodiversidad de Venezuela. Aracnidos. Descripcion de cinco nuevos géneros y cinco nuevas especies de la familia Pholcidae Koch, 1850. Acta Biologica Venezuelica, vol. 28, p. 39-51 (texte intégral).